# Jocs Hereus
Les Herees d'Olímpia (grec antic: Ἡραῖα), anomenades també Jocs Hereus, eren els jocs esportius celebrats a Olímpia en honor de la deessa Hera. Estaven reservats a les dones i se celebraven cada quatre anys.

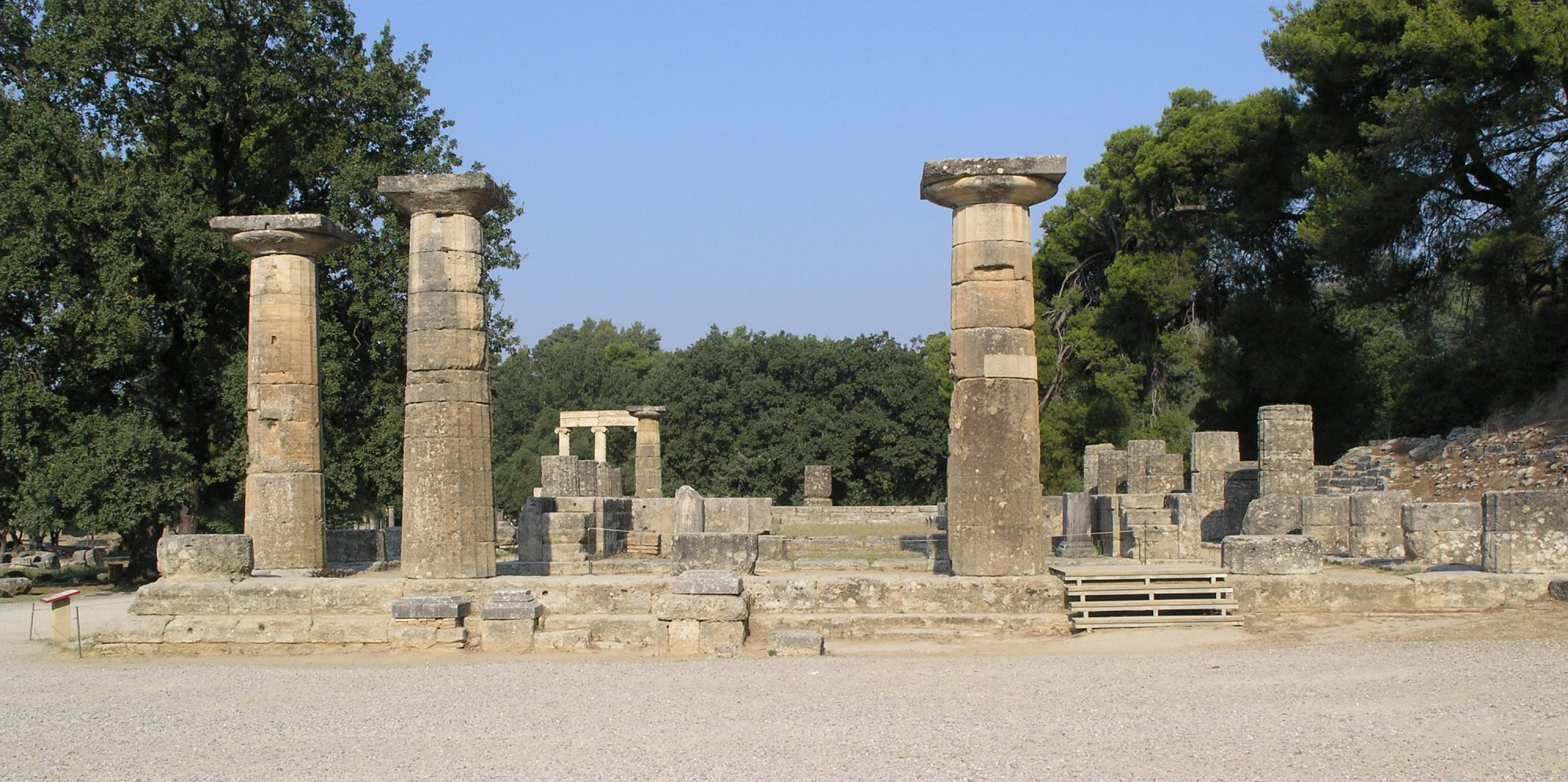
El temple d'Hera a Olímpia

La sola competició era una cursa a l'estadi, però també hi havia diverses proves dividides per edats. La pista de l'estadi olímpic feia uns 160 metres, mentre que en els Jocs Olímpics masculins la prova de la cursa a peu corresponia a córrer 192 metres. L'organització d'aquests jocs estava a càrrec de 16 dones casades provinents d'Elis (la polis que controlava Olímpia), cadascuna auxiliada per una ajudant.
Les vencedores rebien una corona feta amb branquillons d'olivera (com en el cas dels vencedors dels Jocs Olímpics), i també un tros de vedella oferta en sacrifici a la deessa Hera. També podien ser representades amb estàtues que portaven el seu nom en el temple d'Hera.
Els primers relats sobre les Herees són mitològics: la primera vencedora va ser Cloris, filla d'Amfíon i Níobe, la sola sobrevivent de la massacre que Apol·lo i Àrtemis van fer en la seva família.